# Landgrafschaft Hessen-Kassel
Die Landgrafschaft Hessen-Kassel (zeitgenössische Schreibweise: Hessen-Cassel) war ein deutsches Reichsfürstentum im Heiligen Römischen Reich, von der älteren Linie des Hauses Hessen regiert.
Der Landgraf wurde 1803 zum Kurfürsten erhoben; bald darauf begann man, zur Abhebung von der 1806 durch Napoleon zum Großherzogtum Hessen erhobenen Landgrafschaft Hessen-Darmstadt, die Bezeichnungen Kurfürstentum Hessen oder kurz Kurhessen für die vom Kurfürsten regierten Lande zu gebrauchen. Der Wiener Kongress 1815 sanktionierte die neue Bezeichnung. Das Land wurde Teil des Deutschen Bundes.

## Geschichte

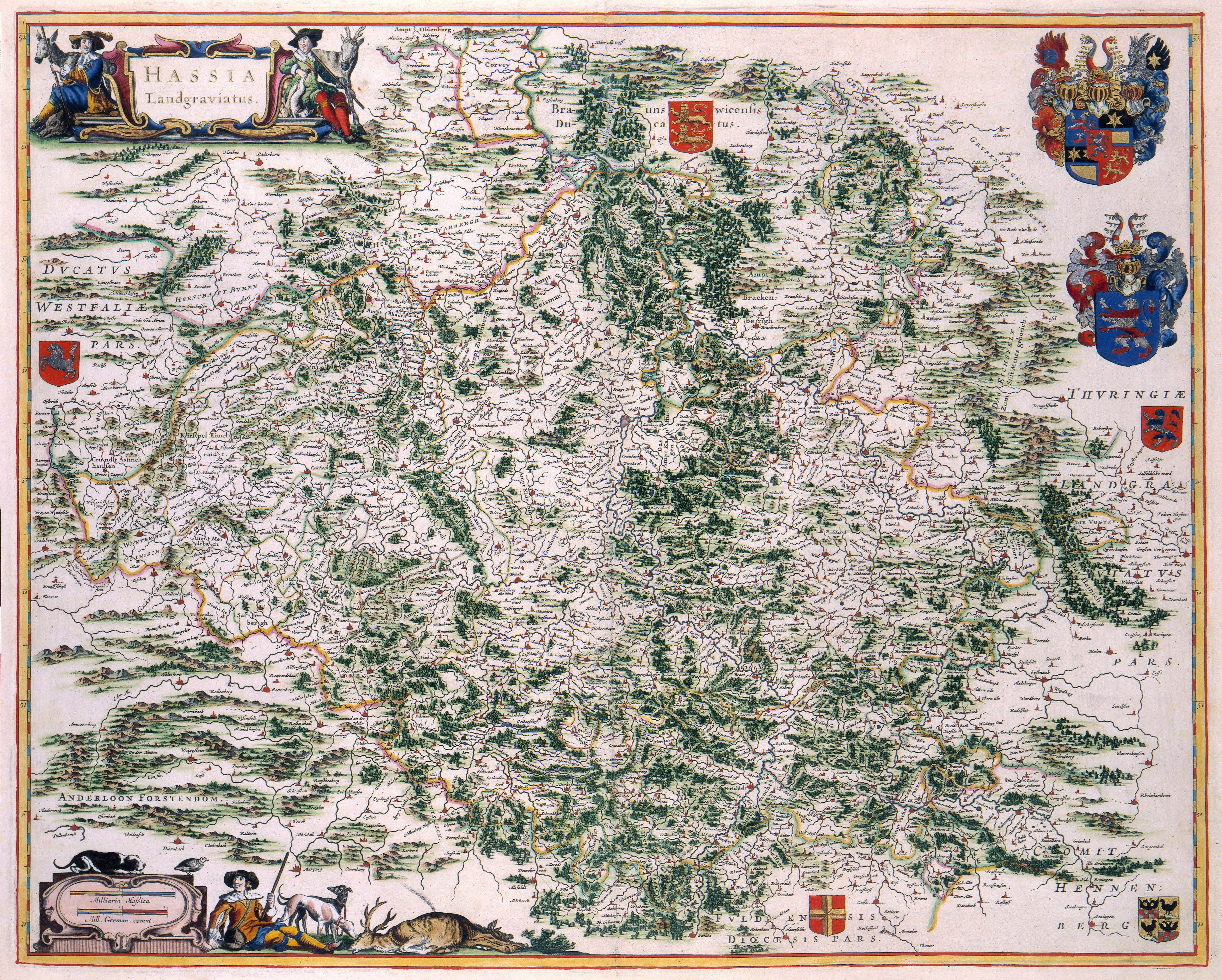
Landgrafschaft Hessen-Kassel im Jahr 1662

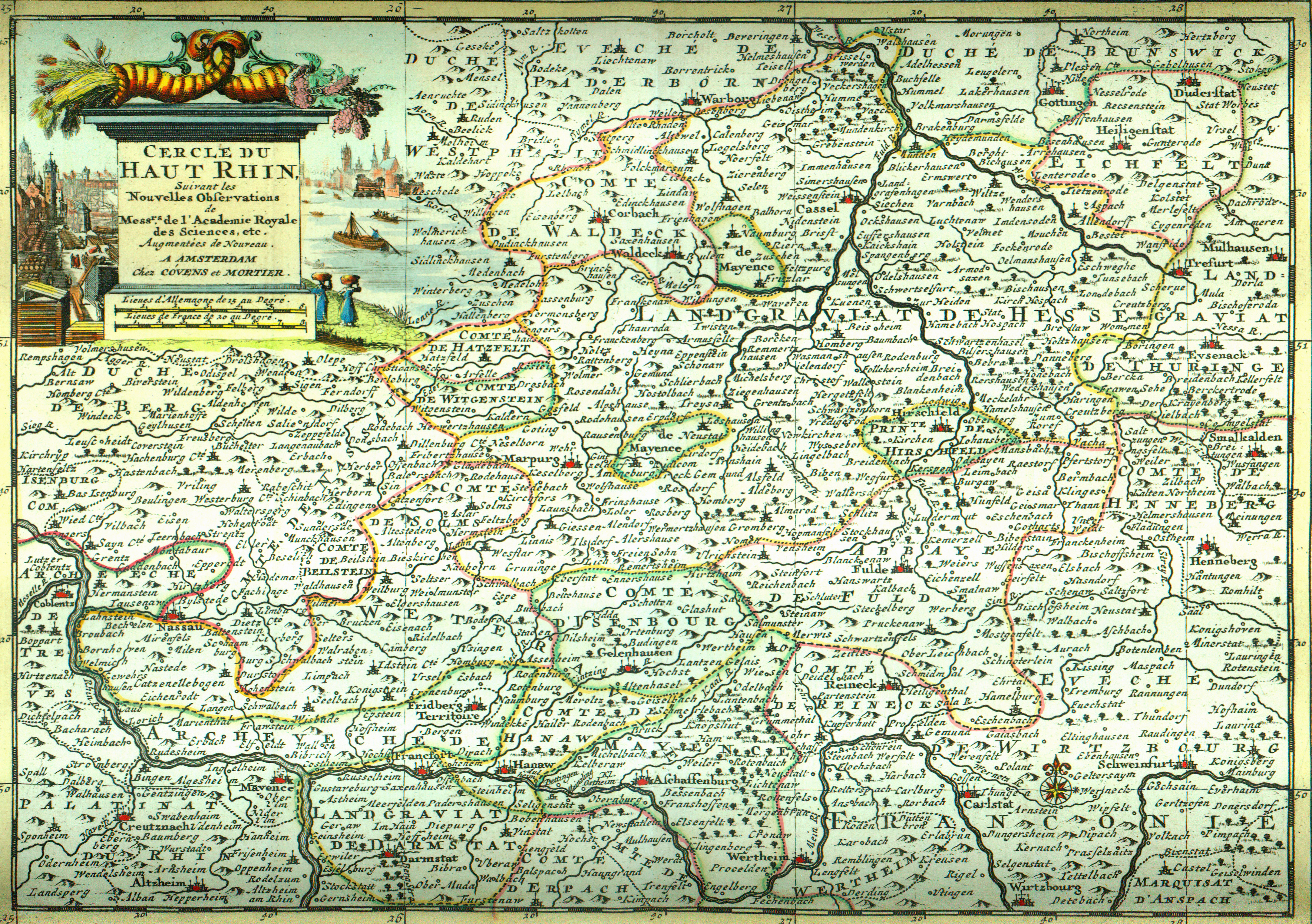
Französischsprachige Karte von Hessen-Kassel um 1720

### Entstehung der Landgrafschaft
Die Landgrafschaft Hessen-Kassel entstand 1567 durch eine Erbteilung der Landgrafschaft Hessen. In seinem Testament ordnete Landgraf Philipp I. an, Hessen unter seinen vier Söhnen der Hauptehe aufzuteilen. Er opferte die Einheit des Landes somit familiären Erwägungen. Wilhelm IV., der als ältester Sohn Philipps I. ohne Teilungstestament Alleinerbe gewesen wäre, erhielt mit Hessen-Kassel etwa die Hälfte des Territoriums einschließlich der Hauptstadt Kassel. Aus den Territorien seiner drei Brüder entstanden Hessen-Marburg, Hessen-Rheinfels und Hessen-Darmstadt. Nach dem Aussterben der Linien Hessen-Rheinfels 1583 und Hessen-Marburg 1604 blieben zunächst nur die beiden Landgrafschaften Hessen-Kassel und Hessen-Darmstadt. Erst mit der Gründung des Bundeslandes Hessen im Jahr 1945 endete die Teilung Hessens.
In der Landgrafschaft Hessen-Kassel bildeten Landwirtschaft und Handwerk die wichtigsten Lebensgrundlagen. Um 1580 lebten in der gesamten Landgrafschaft rund 250 000 Menschen. Die Herrschafts- und Eigentumsverhältnisse beruhten noch auf dem mittelalterlichen Lehenswesen. Für weltliche oder geistliche Grundherren mussten demnach Dienste und Abgaben geleistet werden. Die gesellschaftliche Stellung des Individuums wurde von der Geburt und dem familiären Besitzstand bestimmt. Als bedeutendste Grundherren bauten die Landgrafen ihre politische und wirtschaftliche Macht zunehmend aus. Durch ein entstehendes Beamtentum, Stehendes Heer und Verordnungen griffen die Landgrafen in viele Lebens- und Wirtschaftsbereiche der Bevölkerung massiv ein.

### Zeitalter der konfessionellen Spannungen (1567–1648)
Vor der Landesteilung von 1567 war die Landgrafschaft Hessen unter Philipp I. eine protestantische Vormacht im Heiligen Römischen Reich gewesen. Von hier aus waren entscheidende Impulse der Reformation wie das Marburger Religionsgespräch ausgegangen. Nach der Aufteilung des Landes Hessen fiel die Rolle der protestantischen Führung nunmehr den Kurfürstentümern von Brandenburg und Sachsen sowie der bereits reformierten Pfalz zu. Auch der Nachfolger Wilhelms IV., Moritz (regierte von 1572 bis 1627) neigte dem reformierten Bekenntnis seiner Ehefrauen Agnes (1578–1602) und Juliane (1587–1643) zu. Um seine Stellung als unabhängiger Fürst zu festigen, begann er schon um 1600 mit dem Aufbau einer „Landesausschuß“ genannten Milizarmee aus vier Regimentern zu Fuß (insgesamt wohl 4–5.000 Mann). Außenpolitisch suchte er nach einem Bündnispartner, der ihm eine gewisse Unabhängigkeit sowohl vom Kaiser und den katholischen Reichsständen als auch von den lutherischen Fürsten garantieren konnte. Deshalb besuchte er 1602 den französischen König Heinrich IV. in Paris. Mit dem französischen Monarchen unterhielt der Landgraf einen engen Briefwechsel. Dessen Ermordung im Jahr 1610 veränderte das Kräfteverhältnis in Europa und schwächte die Stellung des Landgrafen wieder. Nachdem Philipp von Hessen-Rheinfels und Ludwig von Hessen-Marburg 1583 bzw. 1604 ohne Erben verstorben waren, wurden deren Gebiete zwischen Darmstadt und Kassel aufgeteilt, wobei das Gebiet um Marburg mit der Universität Hessen-Kassel zufiel. 1605 führte Moritz in seinem Gebiet das reformierte Bekenntnis ein. Ludwig hatte jedoch für Marburg testamentarisch das lutherische Bekenntnis verfügt. Moritz setzte sich darüber hinweg, was zu einem Erbfolgestreit mit dem weiterhin lutherischen Hessen-Darmstadt führte, dem bis 1648 währenden sogenannten Hessenkrieg. Unmittelbare Folge war, dass die lutherischen Professoren von Marburg nach Gießen auswichen, was 1607 zur Gründung der dortigen Universität führte. 1611 gelang Moritz mit der Vermittlung eines Vertrages zwischen dem noch lutherischen Brandenburg und Sachsen ein letzter diplomatischer Erfolg vor Ausbruch des Dreißigjährigen Krieges 1618–1648.
In den ersten Jahrzehnten bis 1618 war die Landgrafschaft innenpolitisch durch eine Bürokratisierung geprägt, die die Macht der Landgrafen nach innen erheblich stärkte. Mit der ersten statistischen Erfassung hessischer Orte in den Land- und Dorfbüchern der „Ökonomischen Staaten“ gelang es den Beamten und Räten von Landgraf Wilhelm IV., zwischen 1570 und 1585 Einnahmen und Ausgaben des Landes zu ermitteln. Als Zentrum der landesherrlichen Verwaltung wurde der Renthof in der Residenzstadt Kassel ausgebaut. Landgraf Wilhelm IV. schuf mit dem zwischen 1578 und 1580 errichteten Kanzleibau eigene Räumlichkeiten für Verwaltungs- und Regierungszwecke. Ein Verbindungsbau zwischen dem Stadtschloss und dem Kanzleigebäude stärkte die Kontrolle des Landgrafen über die Verwaltungsinstitutionen. Unter dem Nachfolger Wilhelms IV. und zweiten Landgrafen von Hessen Kassel, Moritz, stieg der Hof in Kassel zu einem der bedeutendsten des Reiches auf; Theater, Musik und Alchemie blühten kurzzeitig. Dieser Entwicklung bereitete der Dreißigjährige Krieg (1618–1648) jedoch ein jähes Ende.
Nachdem der Krieg 1618 mit dem Prager Fenstersturz begonnen hatte, dehnte sich der zunächst regionale Konflikt auf das gesamte Heilige Römische Reich aus. Infolgedessen erlitt die Bevölkerung der Landgrafschaft Hessen-Kassel immer wieder Kampfhandlungen, Plünderungen, Vergewaltigungen und Morde, insbesondere durch kaiserliche Truppen unter der Führung ihres Feldherrn Johann T’Serclaes von Tilly.
Währenddessen beanspruchte im Hessenkrieg aufgrund des Konfessionswechsels von Moritz Ludwig V. von Hessen-Darmstadt die ganze ehemalige Landgrafschaft Hessen-Marburg für sich. Diese sprach Kaiser Ferdinand II. durch den Reichshofrat 1623 dem kaisertreuen Darmstädter Landgrafen zu. Am 12. Februar 1627 übertrug Moritz den Söhnen seiner zweiten Ehefrau Juliane Einkünfte und Besitzrechte der Rotenburger Quart, das jedoch weiterhin der Oberhoheit der Kasseler Landgrafen unterstand. Kurz darauf, am 17. März dankte Moritz zu Gunsten seines Sohnes Wilhelm V. ab, nachdem er bereits 1623 infolge der ersten Besetzung Hessen-Kassels durch die Kaiserlichen ins Exil gegangen war und die Statthalterschaft über die Landgrafschaft Wilhelm übertragen hatte. Im Dreißigjährigen Krieg wusste Hessen-Kassel zunächst nur die damals ebenfalls reformierte Kurpfalz, das Fürstentum Braunschweig-Wolfenbüttel und Frankreich an seiner Seite, wobei letzteres noch nicht in die Kampfhandlungen eingriff. Aufgrund der verzweifelten Lage schloss Wilhelm noch 1627 einen Vergleich mit Darmstadt auf Basis des Hofgerichtsurteils. Er nutzte die Atempause, um die kasselschen Landstände auf seine Seite zu ziehen, vier neue Regimenter aufzustellen (und so französische Subsidien einzuwerben), die Währung zu stabilisieren und mit Gustav II. Adolf von Schweden, wie er ein Urenkel Philipps I. einen weiteren Verbündeten zu gewinnen. Das Bündnis sollte auch nach dem Tod Gustav Adolfs 1632 bis zum Ende des Krieges weiter bestehen. Nach der Niederlage der Schweden und ihrer protestantischen Verbündeten in der Schlacht bei Nördlingen 1634 gelangte die kaiserlich-katholische Partei wieder in die Offensive, was Richelieu veranlasste, dass Frankreich 1635 seine Subsidienzahlungen an Schweden (und die mit ihm verbündeten protestantischen Stände) massiv erhöhte (Vertrag von Saint-Germain-en-Laye) und von 1636 an mit französischen Truppen in den Krieg eingriff. Daraufhin besetzten 1637 die kaiserlichen Heere Niederhessen. Wilhelm rettete sich und seine Armee zunächst in das Herzogtum Westfalen und das Bistum Paderborn und schließlich nach Ostfriesland, wo er noch im selben Jahr starb. Die in diesem Zuge eingetriebenen Kontributionen erlaubten es dem Landgrafen, seine Armee zu halten und zu konsolidieren. Wilhelms Witwe, die Landgräfin Amalie Elisabeth, eine geborene Gräfin aus dem calvinistischen Hause von Hanau-Münzenberg, regierte von 1637 bis 1650 für ihren noch unmündigen Sohn Wilhelm VI. Sie kehrte 1640 nach Kassel zurück und setzte die auf vollständige Wiederherstellung der Landgrafschaft bedachte Politik ihres Mannes energisch fort. Darüber hinaus gelang es ihr 1643, mit Graf Friedrich Casimir von Hanau einen Erbvertrag des Inhalts abzuschließen, dass bei einem Aussterben des Hauses Hanau die Grafschaft Hanau-Münzenberg an Hessen-Kassel fallen sollte; der Erbanfall erfolgte dann 1736 mit dem Tod von Graf Johann Reinhard III. In der letzten Phase des Hessenkriegs von 1645–1648 konnte sie schließlich vor allem mithilfe französischer und schwedischer Truppen große Teile der an Hessen-Darmstadt verlorenen Gebiete zurückgewinnen: die an Hessen-Darmstadt verpfändete Herrschaft Schmalkalden, die Abtei Hersfeld (nunmehr als Fürstentum), die Burg Rheinfels und weitere Gebiete kamen wieder zu Hessen-Kassel, insbesondere aber der nördliche Teil Oberhessens mit Marburg, der aber lutherisch blieb; außerdem erhielt die Landgrafschaft 1647 auf dem Erbschaftswege einen Teil der ehemaligen Grafschaft Schaumburg mit der Universität Rinteln. Diese Regelungen wurden im Westfälischen Frieden bestätigt. Weitere wichtige Ergebnisse des Friedens waren: auch das reformierte (calvinistische) Bekenntnis wurde neben dem lutherischen (evangelischen) und dem katholischen offiziell anerkannt; Frankreich und Schweden, die wichtigsten und mächtigsten Verbündeten der Landgrafschaft, sicherten und festigten deren Stellung im Reich als Garantiemächte; das Recht der Primogenitur für Hessen-Kassel wurde bestätigt.
Unter dem Krieg hatte Hessen-Kassel besonders zu leiden: in den Jahren 1622/23 (während braunschweigische, pfälzische und kasselsche Truppen die darmstädtischen Gebiete verwüsteten), 1625, 1637 (im sogenannten „Kroatenjahr“) und 1647 zogen kaiserliche Truppen durch Niederhessen, besetzten es zeitweise und verwüsteten es. Wegen der mangelnden hygienischen Bedingungen entwickelten sich zusätzlich namentlich in den 1630er Jahren verheerende Seuchen wie die Pest, die 1636 allein in Kassel etwa 1.400 Opfer forderte. Die zeitgenössischen Weidenbaumtaler bringen die desaströse Lage in Hessen-Kassel zum Ausdruck. Die Folgen für die Städte veranschaulicht die folgende Statistik der Haushalte (bzw. für Kassel der Einwohner):
| Stadt          | Um 1580 | 1639    | 1681   |
| Allendorf      | 460     | k. A.   | 300    |
| Felsberg       | 119     | 58      | 68     |
| Grebenstein    | 431     | k. A.   | 157    |
| Hersfeld       | 557     | 264     | 450    |
| Kassel (Einw.) | 5.000   | 5.744   | 7.500  |
| Marburg        | 859     | 575     | 570    |
| Rotenburg      | 344     | 54      | 321    |
| Schmalkalden   | 877     | k. A.   | 951    |
| Sontra         | 231     | 53      | 156    |
| Ziegenhain     | 142     | 119     | 140    |
| Gesamt         | 9.020   | (6.867) | 10.613 |

Aus der Statistik lassen sich einige Rückschlüsse ziehen. Die stark befestigte Stadt Kassel wies ein kontinuierliches Wachstum auf, das auch durch die Pest 1636 nicht wesentlich beeinträchtigt wurde. Sie diente der Bevölkerung der Landgrafschaft offenbar als Zufluchtsort. 1637 waren durch die Kroaten unter Graf Isolani Allendorf, Eschwege, Hessisch Lichtenau, Grebenstein u. a. zwar großenteils oder völlig niedergebrannt worden, aber die Bevölkerung konnte die Städte vorher verlassen und im Umland oder in den Festungen Kassel oder Ziegenhain Zuflucht suchen. So wurden in Kassel zu den 5.744 Einwohnern noch weitere 2.456 Geflüchtete gezählt. Der Rückgang der Haushalte darf also nicht ohne weiteres zu entsprechenden Bevölkerungsverlusten hochgerechnet werden. Schmalkalden bildet insofern eine Ausnahme, als es als Exklave vom Kriegsgeschehen weniger betroffen war (es war von 1627–1648 an Hessen-Darmstadt verpfändet), im Gegensatz zu den Kernlanden. Dafür, dass die Folgen des Dreißigjährigen Krieges teilweise doch übertrieben wurden, sprechen zwei Indizien. Zum einen: die Armee, die zu einem großen Teil aus dem Lande selbst rekrutiert wurde, umfasste 1608 7.150 Mann (Kernlande, ohne Reiterei), 1620 dann 8.500 Landestruppen (mit rheinischen Gebieten) und 2.000 Söldner, sie wurde 1631 reorganisiert zu 10.000 Mann Fußvolk und 2.500 Reiter, trotz z. T. großer Verluste in den folgenden Feldzügen bestand sie Mitte der 1630er Jahre immer noch aus 8.500 Mann Fußvolk und 2.600 Reitern und 1648 aus 13.000 Mann Fußvolk in etwa 160 Kompanien und 3.000 Reitern in etwa 75 Kompanien. Zum anderen sind im Gebiet des nachmaligen Kurhessen nur wenige Wüstungen als Folge des Dreißigjährigen Krieges bekannt.

### Konsolidierung (1648–1677)
Nach dem Krieg wurde zunächst die Armee drastisch verkleinert auf nurmehr 15 Kompanien Landesmiliz, davon 4 berittene, dazu 3 Kompanien für die Besatzung der Festungen Kassel, Ziegenhain und Rheinfels, d. h. auf ca. 1.500 Mann. Die entlassenen Soldaten fanden vor allem in der natürlich von den Bevölkerungsverlusten gebeutelten Landwirtschaft eine neue Beschäftigung. 1650 übergab Amalie Elisabeth die Regierungsgeschäfte an ihren Sohn Wilhelm VI. ab. Dieser widmete sich der Reorganisation im Inneren (Verwaltung, Gerichtswesen, Verkehr und Post), nicht zuletzt auch aufgrund der nun definitiv durchzuführenden Teilung der Landgrafschaft. Der Jüngste Reichsabschied von 1654 bestätigte das Recht der Reichsstände auf außenpolitische Selbständigkeit und erlaubte ihnen, Stehende Heere aufzustellen und zu unterhalten. Bereits ein Jahr später einigte sich Wilhelm mit „seinen“ Landständen (sie blieben formal samtstaatlich für Hessen-Kassel und -Darmstadt) auf eine Ablösung der Gefolgsdienste gegen Geldzahlungen (die dann auf die Hintersassen umgelegt wurden). Da Hessen-Kassel stets die Einquartierung von Reichstruppen drohte, falls es nicht eigene Kontingente für die Reichsarmee bereitstellte, war die Aufstellung eines Stehenden Heeres zwischen Landgrafen und Landständen kaum umstritten. Außenpolitisch blieb die Landgrafschaft zunächst den protestantischen Mächten Nordwestdeutschlands verbunden (Hildesheimer Bund von 1652), was durch die Heirat Wilhelms mit Hedwig Sophie von Brandenburg, einer Schwester des Großen Kurfürsten, bekräftigt wurde (1649). Die konfessionelle Basis der Allianzen wurde erstmals durchbrochen von dem gegen das „Gespenst eines habsburgischen Reichsabsolutismus“ (Heinz Schilling) gerichteten Rheinischen Bund mit Frankreich, der Mehrzahl der Rheinischen Reichsstände und den Mitgliedern des Hildesheimer Bundes. Für Hessen-Kassel hatte die Allianz zur Folge, dass Frankreich zustimmte, seine rückständigen Subsidien und Pensionen an den Landgrafen zu bezahlen und ihn so in die Lage versetzte, die finanzielle Basis seines Landes zu stabilisieren. Wilhelm verstarb bereits 1663 mit nur 34 Jahren. Für seinen 11-jährigen Nachfolger Wilhelm VII. regierte Hedwig Sophie vormundschaftlich. Wilhelm seinerseits starb jedoch 1670 mit 19 Jahren auf der Kavaliertour in Paris, bevor er seine Regierung antreten konnte. Damit ging die Nachfolge an den zu diesem Zeitpunkt noch minderjährigen Karl über. 1668 war der Rheinbund nicht verlängert worden. Die expansive Politik Ludwigs XIV. im Westen des Reiches und gegen die Niederlande sorgte dafür, dass die deutschen Verbündeten sich von Frankreich mehr und mehr ab- und im Gegenzug Reich und Kaiser zuwandten. Hessen-Kassel wich im Devolutionskrieg 1667/68 noch nicht von der Seite Frankreichs gegen die (habsburgischen) Spanischen Niederlande. Für den Holländischen Krieg (1672–1679) konnte Frankreich im Reich nur noch Kurköln und das Bistum Münster als Verbündete gewinnen, während die meisten der anderen Reichsstände mit dem Kaiser sich, wenn auch zögerlich, zu einer Defensivallianz zusammenfanden. Hedwig Sophie rühmte sich anfangs, einer Allianz gegen Frankreich bis zu 5.000 Mann ihrer Landesmiliz zur Verfügung stellen zu können. Doch Soldaten zu stellen waren das eine, sie unterzubringen das andere. Hedwig Sophies Bruder, Friedrich Wilhelm begehrte Niederhessen als Winterquartier, wogegen sich seine Schwester energisch und im Wesentlichen erfolgreich wehren konnte. Der nicht zuletzt vom Kaiser vermittelte Kompromiss sah schließlich vor, dass Hessen-Kassel zusätzlich zum Reichskontingent dem Kaiser 1.800 Soldaten stellte (der sie umgehend an Hedwig Sophies Schwiegersohn Christian V. von Dänemark weiterreichte) und dem Kurfürsten 40.000 Reichstaler (anstatt der ursprünglich geforderten 300.000!) gegen Quartierfreiheit zahlte, wovon Dänemark 10.000 Rt. übernahm. Die zähen Verhandlungen mit ihren Bruder, dem Kaiser und dem Schwiegersohn belasteten Hedwig Sophie so sehr, dass sie 1676, gesundheitlich sehr beeinträchtigt, ihrem Sohn die Regierungsgeschäfte überließ und er von 1677 an allein regierte. Festzuhalten bleibt: Die um 1600 von Moritz geschaffene Milizarmee, genannt „Landesausschuß“, ermöglichte es den Landgrafen von Hessen-Kassel im 17. und 18. Jahrhundert mit Zustimmung der Landstände jederzeit, zu letztlich geringen Kosten eine für das Land große und schlagkräftige Armee bereitzuhalten und jederzeit zu mobilisieren. Sie sicherten sich dadurch eine Freiheit und Unabhängigkeit, die sonst unter den Reichsständen nur der der Kurfürsten vergleichbar war.

### Unter Landgraf Karl (1677–1730)
Hier soll nur die Außen- und dynastische Politik skizziert werden, für die anderen Bereiche siehe Karl (Hessen-Kassel).
Der Holländische Krieg endete 1678 mit dem Frieden von Nimwegen, in dem Frankreich neben dem (spanisch-habsburgischen) Burgund Freiburg und Kehl erhielt. Im Frieden besetzte es dann 1681 Straßburg. Im Rahmen der Reunionspolitik Ludwigs XIV. war absehbar, dass die Vorderen Reichskreise in das Visier des französischen Expansionsstrebens geraten würden. Im Notfall konnte man sich im Reich kein endloses Geschachere um Truppenkontingente und Einquartierungen mehr leisten. In der Reichsdefensionalordnung von 1681 wurden im Fall eines Reichskriegs über die Reichskreise für die Reichsstände verbindlich zu stellende Truppenkontingente oder entsprechende Zahlungen vereinbart. Nach den Erfahrungen von 1676/77 entschied sich Karl für Hessen-Kassel zur Stellung von Truppen, so dass die Landgrafschaft zu den sogenannten Armierten Ständen gehörte. Entsprechend schickte er ein Kontingent zum Entsatz von Wien 1683, wobei er das einzige Mal Kaiser Leopold persönlich traf. Fast gleichzeitig belagerte und eroberte Frankreich im Reunionskrieg 1683–1684 Luxemburg. Am 18. April 1685, noch vor dem Edikt von Fontainebleau, erließ Karl die „Freiheits-Concession“, in der er den schon länger verfolgten französischen Hugenotten Aufnahme in der Landgrafschaft versprach (Näheres hier). Im gleichen Jahr gewährte er seinem Bruder Philipp das Eigentum über dessen bisherige Lehen und begründete damit die paragierte Linie Hessen-Philippsthal.
Als Karl II. von der Pfalz, ein Enkel von Landgraf Wilhelm V. am 26. Mai 1685 kinderlos starb, beanspruchte Ludwig XIV. einen Teil des Erbes für sich. Daraufhin schlossen sich 1686 der Fränkische und der Oberrheinische Reichskreis (zu dem Hessen-Kassel gehörte) mit Kaiser Leopold, Karl II. von Spanien, Karl XI. von Schweden und Maximilian II. Emanuel von Bayern in der Augsburger Allianz zu einem Defensivbündnis zusammen. Die rheinischen Besitzungen von Brandenburg-Preußen und Hessen-Kassel waren nun unmittelbar bedroht, weshalb sie bereits am 27. Juli 1688 ein „immerwährendes“ Defensiv-Erbbündnis schlossen. (Darin sicherten sie in Artikel 4 und im 1. Geheimartikel übrigens auch Wilhelm von Oranien ihre Hilfe bei der später so genannten Glorious Revolution zu.) Am 24. September 1688 fielen französische Truppen in rechtsrheinisches Gebiet ein, der Pfälzische Erbfolgekrieg begann. Für Hessen ging es konkret um die Niedergrafschaft Katzenelnbogen und die Festung Burg Rheinfels, die beide zur Nebenlinie Hessen-Rotenburg gehörten; die Festung hatte sich deren zum Katholizismus konvertierter Landgraf Ernst I. zur Residenz ausgebaut. Aufgrund seiner ständigen Geldnöte wollte er die Gelegenheit nutzen und die strategisch wichtige Burg an Frankreich verkaufen, doch der Plan wurde an Landgraf Karl durchgestochen (18. Oktober), der sie umgehend mit einer Garnison besetzen ließ. Ernst floh ins Exil nach Köln, wo er 1693 starb. Nun organisierten Hessen-Kassel und Brandenburg-Preußen unverzüglich im Magdeburger Konzert vom 22. Oktober 1688 mit Braunschweig-Lüneburg und Kursachsen die Verteidigung des Reiches am Rhein, dem sich noch im gleichen Jahr Kurbayern anschloss. Der Pfälzische Erbfolgekrieg erweiterte sich schnell zu einem europäischen Krieg und sogar bis nach Nordamerika, und er erforderte vor allem eines: Soldaten. Er war auch ein Reichskrieg, wofür Hessen-Kassel ohnehin Truppen zu stellen hatte, aber auch die Generalstaaten, England, Dänemark und Schweden hatten Bedarf, so dass sich durch die Subsidienverträge für den Landgrafen eine lukrative Einnahmequelle ergab. Da Schweden und Dänemark auch ständig miteinander rivalisierten, konnte es zur heiklen Situation kommen, dass Kasseler Truppen gegeneinander eingesetzt werden. Allerdings ließen es Karl und seine Nachfolger dazu nie kommen, indem sie Ziel und Zweck der Truppenüberlassungen immer genau festlegten. Über die Größe der Kontingente und die Höhe der Zahlungen gibt es unterschiedliche Angaben, auch weil die Landgrafen dies gegenüber den Landständen zu verschleiern suchten. In der Spitze mögen es 10.000 Soldaten gewesen sein, dazu kamen ca. 2.000 Mann für die Sicherung der Heimat, Garnisonen für die Festungen usw. Karl und andere Mitglieder der landgräflichen Familie begleiteten die Kontingente auch immer wieder auf den Kampagnen und suchten nach Möglichkeit zu verhindern, dass sie überhaupt in Kampfhandlungen verwickelt wurden, sie waren nur an den Belagerungen von Mainz und Bonn, aber an keiner großen Feldschlacht des Krieges maßgeblich beteiligt. Hessen-Kassel berührte der Krieg nur einmal unmittelbar, als die Franzosen unter Comte de Tallard und Thomas de Choisy im Dezember 1692 die Burg Rheinfels belagerten; Karl jedoch entsetzte sie bereits im Januar des folgenden Jahres. Der Pfälzische Erbfolgekrieg endete 1697 mit dem Frieden von Rijswijk, der die Landgrafschaft nur in zweierlei Hinsicht betraf: zum einen erhielt Hessen-Rotenburg zum Leidwesen Karls die Burg Rheinfels unter Auflagen zurück; zum anderen musste etwa die Hälfte der Armee entlassen werden, die Subsidien gingen merklich zurück und auch die von hessischen Landständen dafür genehmigten und eingetriebenen Steuern.
Doch der Friede sollte nicht lange währen, denn nachdem Karl II. von Spanien am 1. November 1700 ohne Nachkommen gestorben war, entbrannte wiederum ein Krieg um sein Erbe. Erneut stand Hessen-Kassel mit den anderen norddeutschen protestantischen Reichsständen an der Seite des Kaisers, der Generalstaaten und Englands gegen Frankreich, mit dem nun auch Kurbayern, Kursachsen und Kurköln verbündet waren. Karl schloss neue Subsidienverträge mit England, den Niederlanden und dem Kaiser ab. Der Koalition unter der Führung von Prinz Eugen von Savoyen (für den Kaiser) und dem Duke of Marlborough (für England und Holland) stellte er 10.000 Soldaten zur Verfügung, die nun tatsächlich in zahlreiche Kämpfe verwickelt wurden. Die hessischen Truppen führte Karls Sohn Friedrich, einzelne Truppenteile befehligten die Söhne Karl, Wilhelm, Leopold und Ludwig. Nachdem Karl (der Sohn) bereits 1702 bei der Campagne am Rhein verwundet und am 13.11. verstarb, erfochten die Brüder Friedrich, Leopold und Ludwig mit ihren Kontingenten in der Zweiten Schlacht von Höchstädt am 13. August 1704 in den Reihen der Alliierten einen bedeutenden Sieg gegen die Franzosen und Kurbayern. Allerdings starb Leopold einen Monat später infolge der Strapazen des Feldzuges. Karl verlor auch noch einen dritten Sohn in diesem Krieg, nämlich Ludwig in der Schlacht bei Ramillies 1706, in deren Folge die Alliierten einen Großteil der Spanischen Niederlande zurückgewinnen konnten. Die Tatsache, dass auf Seiten der Alliierten bei Höchstädt 52.000 und bei Ramillies sogar 62.000 Soldaten kämpften, verdeutlicht, wie gering letztlich der Anteil der landgräflichen Truppen von kontinuierlich etwa 10–12.000 Mann an den Gesamtstreitkräften war. Die Hessen wurden nun vor allem im Bewegungskrieg und kaum mehr in Schlachten eingesetzt, 1707 in Oberitalien, dann wieder in Flandern. 1712 schied England aus dem Krieg aus und blieb die vereinbarten Subsidien schuldig. In der Rheinfels-Sache kam Karl auch nicht weiter voran, so dass die Friedensschlüsse von Utrecht, Rastatt und Baden im Aargau 1713/14 für die Landgrafschaft scheinbar nur das Ergebnis hatte, dass die Streitkräfte zunächst wieder halbiert wurden.
Die Heiratspolitik Landgraf Karls erreichte einen Höhepunkt, als Prinz Friedrich in zweiter Ehe Ulrike Eleonore, die Schwester des schwedischen Königs Karl XII., ehelichte. Als der schwedische Monarch am 11. Dezember 1718 kinderlos verstarb, war die Thronfolge ungeklärt. Die schwedischen Reichsstände bestimmten zunächst Ulrike Eleonore zur Königin von Schweden. Diese dankte jedoch im Jahr 1720 zugunsten ihres Gemahls Friedrich ab. Mit seiner Wahl akzeptierte Friedrich eine Verfassung, die seine Befugnisse weitgehend einschränkte. In Schweden lag die Macht – zu der Zeit einzigartig in Europa – bei einem Ständeparlament, während der Monarch eine repräsentative Funktion einnahm.
In Hessen-Kassel dagegen herrschte Landgraf Karl als absolutistischer Monarch. Es gelang ihm, die Folgen des Dreißigjährigen Krieges, vor allem die Entvölkerung durch die Ansiedlung von Hugenotten und eine merkantilistische Wirtschaftsförderung zu überwinden. Mit prachtvollen Barockbauten wie dem Herkules, Oktogon und Kaskaden schuf er wesentliche Grundlagen für den späteren Bergpark Wilhelmshöhe. Zur Finanzierung nutzte er auch die Einnahmen aus Subsidien (Soldatenhandel) zum Beispiel im Jahr 1687 mit der Ausleihe von Truppen an die Republik Venedig zum Einsatz gegen die Osmanen, was von seinen Nachfolgern fortgesetzt wurde.

### Katholischer Landgraf
1749 konvertierte der Erbprinz Friedrich im Hochstift Paderborn zunächst heimlich vom reformierten zum römisch-katholischen Glauben. Diese persönliche Entscheidung wurde von seiner Familie auf das schärfste bekämpft. Friedrichs Vater, Landgraf Wilhelm VIII., der in einer Regentschaft das Land regierte, verpflichtete seinen Nachfolger 1754 in einer Assekurationsakte, den evangelischen Glauben im Lande nicht anzutasten und Bündnisverpflichtungen vor allem gegenüber Preußen einzuhalten. Die Grafschaft Hessen-Hanau wurde von Hessen-Kassel abgetrennt und dem Sohn Friedrichs II., dem späteren Kurfürsten Wilhelm I., als Paragium übertragen, wobei seine Mutter zunächst die Regentschaft für ihn ausübte.

### Siebenjähriger Krieg
Im Siebenjährigen Krieg kämpfte Hessen-Kassel auf alliierter Seite (Königreich Großbritannien, dem mit ihm in Personalunion verbundenen Kurfürstentum Braunschweig-Lüneburg, dem Königreich Preußen u. a. deutschen Kleinstaaten). Die protestantischen Alliierten begegneten dem katholischen Landgrafen bei dessen Amtsantritt 1760 mit höchstem Misstrauen, während die nach preußischem Vorbild ausgebildeten hessen-kasselschen Soldaten gegen die katholischen französischen Verbündeten Habsburgs erfolgreich kämpften.
Der Siebenjährige Krieg brachte der Landgrafschaft große Not. Die mehrfachen Belagerungen der Landeshauptstadt Kassel, die zahlreichen Gefechte auf dem Territorium und vor allem die Plünderungen und Fouragierungen durch französische und alliierte Truppen bluteten seine Einwohner und die Infrastruktur des Landes aus.

### Amerikanischer Unabhängigkeitskrieg
Während des Amerikanischen Unabhängigkeitskrieges 1776–1783 hatte sich Hessen-Kassel vertraglich verpflichtet, Großbritannien 15 Regimenter, vier Grenadierbataillone, zwei Jägerkompanien und Artillerie zu überlassen. Es wird geschätzt, dass Hessen-Kassel über 16.000 Söldner (andere Quellen: 12.000; 19.000) verkaufte und davon 6.500 Männer ihr Leben verloren. Der spätere General Adam Ludwig Ochs schätzte, dass ca. 1.800 hessische Söldner getötet wurden. Viele andere entschieden sich dafür, nach dem Krieg in Amerika zu bleiben, oder liefen schlicht über. Auch gerieten etliche in Gefangenschaft, allein während der Schlacht von Yorktown wurden ca. 1.300 deutsche Söldner gefangen genommen. Da die überwiegende Mehrzahl der deutschen Hilfstruppen aus Hessen kam, wird in den USA das Wort „die Hessen“ häufig synonym für alle deutschen Söldner im Unabhängigkeitskrieg gebraucht.
Die damit verbundenen Geldeinnahmen des Landgrafen wurden zum großen Teil zur Finanzierung eines großen stehenden Heers und repräsentativer Anlagen genutzt sowie in die wissenschaftliche und künstlerische Entwicklung des Landes investiert. In diesem Zusammenhang sind besonders der Bergpark Wilhelmshöhe, das dortige Schloss Wilhelmshöhe, die Löwenburg und die Kunstsammlungen zu nennen, die den Kernbestand der heutigen Museumslandschaft Hessen Kassel bilden. Aber auch die versehrten Soldaten und deren Familien erhielten Zahlungen, und die Stiftung Unterneustädter Waisenhaus in Kassel konnte ihren aus diesen Zahlungen entstandenen Kapitalstock bis in die Inflation der 1920er Jahre nutzen (→ Soldatenhandel unter Landgraf Friedrich II.). Zur gescheiterten Annexion der Grafschaft Schaumburg-Lippe 1787 im Bückeburgischen Streit siehe den Beitrag über Wilhelm Graf zu Schaumburg-Lippe.

### Kurwürde
Gleichzeitig mit dem 1803 vollzogenen Reichsdeputationshauptschluss und der Säkularisation der geistlichen Herrschaften wurde der Landgraf von Hessen-Kassel zum Kurfürsten des Heiligen Römischen Reichs Deutscher Nation erhoben. Daher wurde später die Bezeichnung Kurhessen oder Kurfürstentum Hessen für die Landgrafschaft Hessen-Kassel und die übrigen Herrschaftsgebiete des Landgrafen gebräuchlich. Gleichzeitig erwarb es die bis dahin kurkölnische Stadt Volkmarsen sowie das aus den vier kurmainzischen Enklaven Fritzlar, Naumburg, Amöneburg und Neustadt neu geschaffene Fürstentum Fritzlar.

### Königreich Westphalen und Restitution als Kurfürstentum Hessen
Dem durch Napoleon dominierten Rheinbund trat Kurhessen nicht bei und versuchte neutral zu bleiben. Daraufhin besetzte Napoléon Bonaparte das Land und schlug es nach dem Frieden von Tilsit 1807 weitestgehend dem neu gebildeten Königreich Westphalen zu. Sein jüngster Bruder Jérôme bezog als dessen König Residenz in Kassel. Während der napoleonischen Besetzung kam es vergleichsweise früh und wiederholt zu verschiedenen Aufständen gegen die französische Regierung im besetzten Kurhessen. Die Grafschaft Hanau dagegen kam zuerst unter französische Militärverwaltung, später wurde sie Bestandteil des Großherzogtums Frankfurt. Jérôme floh 1813, und am 21. November des Jahres kehrte Kurfürst Wilhelm I. unter dem Jubel der Bevölkerung nach Kassel zurück:
„Hessen! Mit Eurem Namen nenne ich Euch wieder. Ihr hattet ihn, so wie den Namen der Deutschen, verloren; aber nicht die Treue und Anhänglichkeit an Euren Fürsten. […]“
Die Kurwürde war bereits 1806 funktionslos geworden. Auf dem Wiener Kongress versuchte Wilhelm I. vergeblich, den nach dem germanischen Stammesnamen der Urhessen benannten Titel eines „Königs der Chatten“ zugestanden zu erhalten, aber es gelang ihm lediglich, den Titel „Kurfürst“ zu behalten und das Prädikat „königliche Hoheit“ zu erlangen. Hessen-Kassel blieb weiterhin „Landgrafschaft“.
Ab 1815 kam das Territorium der vormaligen Reichsabtei Fulda als Großherzogtum Fulda zum kurhessischen Staat.
Kurhessen gehörte ab 1815 als Kurfürstentum Hessen dem neu geschaffenen Deutschen Bund an. Zum Gesamtstaat Kurhessen gehörten das Großherzogtum Fulda, hervorgegangen aus dem Hochstift Fulda, ferner die Fürstentümer Fritzlar, Hersfeld und Hanau. Weiterhin waren mehrere Exklaven Staatsteile von Kurhessen, so insbesondere die Grafschaft Schaumburg (um Rinteln) an der Weser (seit 1640) und die Herrschaft Schmalkalden (seit 1360/1583) im heutigen Thüringen, aber auch die fünf kleinen Exklaven Gericht Katzenberg (ab 1802/03), Amt Dorheim (1736–1806 und erneut ab 1816), Laubach (bis 1836), Barchfeld (als Teil der Herrschaft Schmalkalden) und Schöttlingen (als Teil der Grafschaft Schaumburg).
Die Titulatur des regierenden Fürsten lautete nunmehr: Kurfürst und souveräner Landgraf von Hessen, Großherzog von Fulda, Fürst zu Hersfeld, Fürst zu Hanau, Fürst zu Fritzlar und Fürst zu Isenburg, Graf zu Katzenelnbogen, Graf zu Dietz, Graf zu Ziegenhain, Graf zu Nidda, und Graf zu Schaumburg, etc., etc.

## Wirtschaft, Gesellschaft und Verwaltung

### Städte

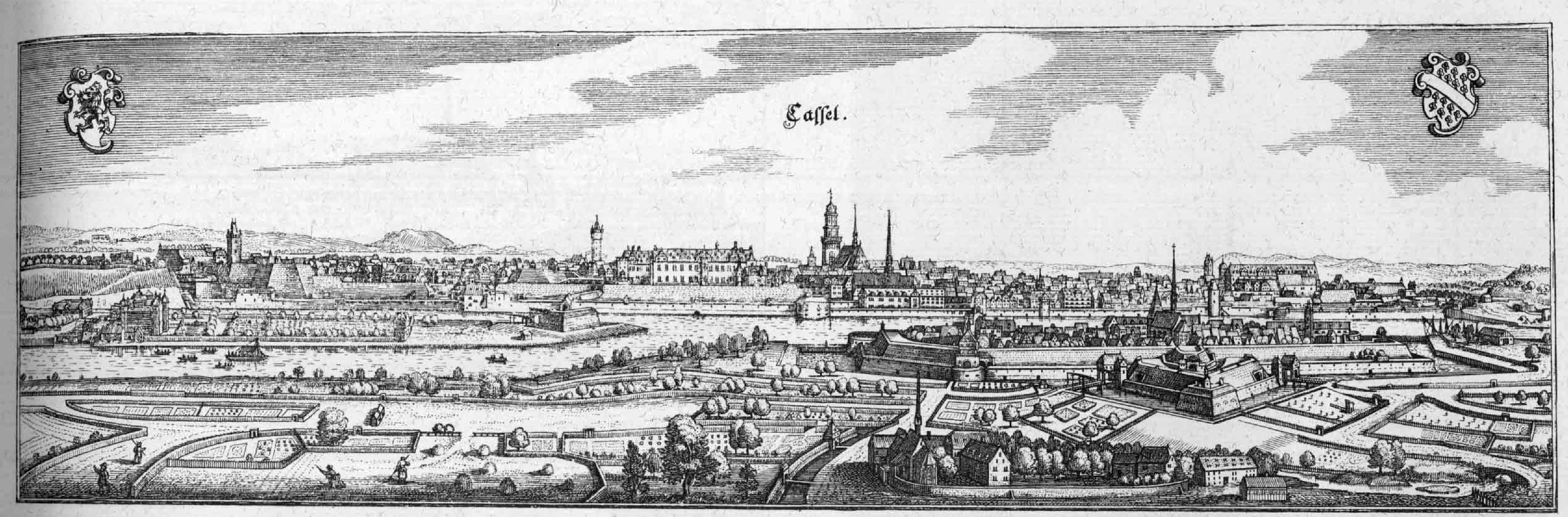
Kassel, Stadtansicht aus der Topographia Hassiae von Merian (1655)

Mit 4780 Einwohnern war die Residenzstadt Kassel im Jahr 1575 die größte Stadt innerhalb der Landgrafschaft, gefolgt von Schmalkalden mit 3940, Eschwege mit 3300 und Hofgeismar mit 2400 Personen. Die Städte besaßen eine eigene Rechtsverfassung und verfügten – anders als die Dörfer – über das Mauer- und Marktrecht. Das Bürgerrecht war an die Führung eines eigenen Haushaltes gebunden und wurde somit nicht allen Einwohnern einer Stadt zugesprochen. Die Möglichkeit zur politischen Teilhabe im Stadtrat war abhängig von der sozialen Stellung bzw. dem materiellen Reichtum der Familie. Die städtische Eigenständigkeit wurde jedoch von den Landgrafen immer weiter eingegrenzt. So schrieb bereits die fürstliche Stadtordnung von 1572 vor, dass alle Beschlüsse des Stadtrates auch von dem am Ort eingesetzten Schultheiß befürwortet werden mussten. Auch die Zünfte, Zusammenschlüsse städtischer Handwerker, mussten von dem Landesherrn erst genehmigt werden. Zunftsbriefe regelten das wirtschaftliche und gesellschaftliche Zusammenleben der Handwerker (Arbeitsbedingungen, Preise, finanzielle Unterstützungen bei schwerer Krankheit etc.).

### Land
Die von keiner Steinmauer umgebenden Dörfer bildeten – wie die Städte – einen eigenen Rechtsverband mit eigener Verwaltung. Das Amt des Dorfvorstehers, des sogenannten Grebe, hatte meist der wohlhabendste Bauer inne, während Personen ohne Land- und Hausbesitz nicht an den Gemeindeversammlungen teilnehmen durften. Die Häuser der ärmeren Dorfbewohner vereinten Stall und Wohnbereich unter einem Dach. Bis zum 19. Jahrhundert konnten Bauern nur eingeschränkt über das von ihnen bebaute Land verfügen, da es das Eigentum des jeweiligen Grundherren war. Für diese mussten Frondienste geleistet werden. Daneben waren Naturalabgaben (z. B. den Zehnten an die Kirche) und Gebühren (z. B. Pacht, Steuer) die Regel. Bis zum Dreißigjährigen Krieg (1618–1648) verdichtete sich die bäuerliche Bebauung auf dem Land.

### Militär
Hessen-Kassel verfügte als mittelgroßes deutsches Fürstentum über eine eigene Armee, die im 18. Jahrhundert regelmäßig eine Stärke von mehr als 10.000 Mann übertraf.

## Regenten
| Regierungszeit | Herrscher    | Bemerkung |
| -------------- | ------------ | --- |
| 1567–1592      |              | Wilhelms Jugend war geprägt von den konfessionellen Konflikten seines Vaters Philipp I. mit Kaiser Karl V. Nach der Gefangennahme Philipps 1547 trat Wilhelm als 15-Jähriger in die Regierung ein. Gegen den Willen seines Vaters zog er in dem Fürstenaufstand von 1552 gegen den Kaiser zu Felde und setzte die Freilassung Philipps durch. Nach dem Tod Philipps I. von Hessen entstand durch Erbteilung die Landgrafschaft Hessen-Kassel. Auf Wilhelm IV. geht die Modernisierung der Verwaltung zurück. Für die Erfassung der Einnahmen und Ausgaben des Staates wurden erstmals Einwohnerzählungen der Städte und Dörfer durchgeführt. Die Einführung der Kartoffel in Hessen wurde von dem Landgrafen angeordnet. Er beschrieb sogar deren Zubereitung und Geschmack. In die Geschichte ging er zudem als bedeutender Förderer der Astronomie ein. Die Instrumente seiner Sternwarte, die zu den frühesten ihrer Art zählen, sind heute in der Orangerie ausgestellt. |
| 1592–1627      |              | Übertrug ein Viertel (Rotenburger Quart) des Landes an die Söhne seiner zweiten Frau, die damit die landgräflichen Nebenlinien Hessen-Rotenburg, Hessen-Wanfried und Hessen-Rheinfels (jüngere Linie) begründeten. |
| 1627–1637      |              | Starb als Reichsfeind von Kaiser und Reich geächtet. |
| 1637–1663      |              | Nach dem Tod Wilhelms V. übernahm dessen Witwe Amalie Elisabeth die Regentschaft vormundschaftlich für ihren Sohn Wilhelm VI. Am 25. September 1650 übergab die Landgräfin das Amt dem volljährigen Sohn. |
| 1663–1670      | Wilhelm VII. | Nach dem Tode Wilhelms VI. regierte seine Witwe Hedwig Sophie das Land bis zur Volljährigkeit ihrer Söhne Wilhelm und Karl. Wilhelm starb noch vor der Übernahme der Regierungsgeschäfte und wurde von seinem Bruder Karl beerbt. |
| 1670–1730      |              | Zunächst regierte fünf Jahre lang seine Mutter vormundschaftlich. |
| 1730–1751      |              | Ab 1720 König von Schweden; de facto regierte deshalb sein jüngerer Bruder, Wilhelm VIII. |
| 1751–1760      |              | Regierte ab 1730 als Statthalter seines Bruders. |
| 1760–1785      |              | Konvertierte heimlich zum katholischen Glauben. Vergrößerte das Heer beträchtlich und ließ für Subsidienzahlungen 1776–1784 auf Seiten Englands 12.000 Mann gegen die nordamerikanischen Kolonien kämpfen. |
| 1785–1821      |              | Regierte bereits ab 1760 in der Grafschaft Hanau, bis 1764 durch seine Mutter, Landgräfin Maria als Vormund. Er erhielt 1803 mit dem Reichsdeputationshauptschluss als Kurfürst Wilhelm I. die Kurfürstenwürde. Musste von 1807 bis 1813 dem napoleonischen Königreich Westphalen weichen. |

## Wappen
- Herzschild: in Blau ein von Silber und Rot zehnfach geteilter, golden gekrönter und bewehrter Löwe. (Landgrafschaft Hessen)
- Hauptschild: zweimal geteilt, oben und in der Mitte gespalten, unten zweimal gespalten

1. Fürstentum Hersfeld (ehemalige Abtei, 1648 an Hessen): in Silber ein rotes Patriarchenkreuz.
2. Grafschaft Ziegenhain (1450 an Hessen): von Schwarz über Gold geteilt, oben ein sechsstrahliger, silberner Stern.
3. Grafschaft Katzenelnbogen: (1479 an Hessen): in Gold ein blau gekrönter, roter Löwe.
4. Grafschaft Diez: (1479 an Hessen): in Rot zwei schreitende goldene Leoparden übereinander.
5. Grafschaft Nidda: (1450 an Hessen): von Schwarz über Gold geteilt, oben zwei achtstrahlige silberne Sterne.
6. Fürstentum Hanau (1736 erhalten nach Aussterben der Grafen von Hanau): Ein geviertes Feld, welches mit einem Herzschild belegt ist.
  1. Der Herzschild ist von Rot über Gold geteilt (Herrschaft Münzenberg).
  2. Feld 1 und 4: In Gold drei rote Sparren übereinander (Grafschaft Hanau),
  3. Feld 2 und 3: Achtfach von Rot und Gold geteilt (Grafschaft Rieneck).
7. Grafschaft Schaumburg (1648 an Hessen): In Rot ein von Silber über Rot geteiltes Schildchen umgeben von einem silbernen Nesselblatt.